# Ramphonotus minax
Ramphonotus minax är en mossdjursart som först beskrevs av Busk 1860.  Ramphonotus minax ingår i släktet Ramphonotus och familjen Calloporidae. Arten är reproducerande i Sverige. Inga underarter finns listade i Catalogue of Life.